# Bossico
Bossico ist eine italienische Gemeinde (comune) in der Provinz Bergamo in der Region Lombardei mit 970 Einwohnern (Stand 31. Dezember 2023).

## Geographie
Bossico liegt etwa 35 km nordöstlich der Provinzhauptstadt Bergamo und 80 km nordöstlich der Millionen-Metropole Mailand.
Die Nachbargemeinden sind Cerete, Costa Volpino, Lovere, Songavazzo und Sovere.